# Per August Dimberg
Per August Dimberg, född 28 augusti 1814, död 7 maj 1840, var en svensk miniatyrmålare.
Han var son till direktören för Haga lustslott Per Dimberg och Augusta Torgstedt. Hans konst består förutom miniatyrmålningar av illustrationer. Han utförde en förminskad utgåva av Johan Gustaf Sandbergs Galleri af utmärkta svenska lärde, vetenskapsidkare och konstnärer 1839 på grund av att han avled i lungsot han hann bara fullborda ett band. Dessutom gav han ut ett häfte med svenska scenens artister 1840. Bland hans främsta arbeten räknas ett litografi med biskop Pehr Thyselius och ett färglitografi av C. M. Bellman.